# Décès en 1906
Décès
- 1902
- 1903
- 1904
- 1905
- 1906
- 1907
- 1908
- 1909
- 1910

Cette page dresse une liste de personnalités mortes au cours de l'année 1906.
Pour une information complémentaire, voir la page d'aide.
La liste des décès est présentée dans l'ordre chronologique.
La liste des personnes référencées dans Wikipédia est disponible dans la page de la Catégorie:Décès en 1906

## Janvier
- 15 janvier : Alfred Serre, dessinateur, peintre, émailleur d'art et céramiste français (° 18 février 1837).
- 19 janvier : Bartolomé Mitre, militaire, homme politique et historien argentin (° 26 juin 1821).
- 29 janvier : Christian IX, roi du Danemark (° 8 avril 1818).

## Février
- 5 février : Pierre Grivolas, peintre français (° 2 septembre 1823).
- 10 février : Adolphe Perraud, cardinal français, oratorien, évêque d'Autun (° 7 février 1828).
- 13 février : Albert Gottschalk, peintre danois (° 3 juillet 1866).
- 18 février : Rihi Puhiwahine, compositrice et poétesse néo-zélandaise (° v.1816).
- 22 février : Adrien Moreau, peintre de genre et d’histoire français (° 18 avril 1843).
- 25 février : Anton Arenski, compositeur russe (° 12 juillet 1861).
- 28 février : Heinrich Theodor Behn, homme politique allemand (° 15 février 1819).

## Mars
- 1er mars : José María de Pereda, écrivain espagnol  (° 6 février 1833).
- 10 mars : Eugen Richter, homme politique et journaliste libéral allemand (° 30 juillet 1838).
- 12 mars : Manuel Quintana, avocat et homme politique argentin (° 19 octobre 1835).
- 13 mars : Susan B. Anthony, activiste américaine (° 15 février 1820).
- 21 mars : Ras Makonnén, gouverneur de Harrar, Éthiopie (° 9 mai 1852).
- 22 mars : Martin Wegelius, compositeur et pédagogue finlandais (° 10 novembre 1846).
- 27 mars : Eugène Carrière, peintre, enseignant et lithographe symboliste français (° 18 janvier 1849).
- 28 mars :
  - Albert Flamm, peintre allemand (° 9 avril 1823).
  - Hector Salomon, compositeur français (° 29 mai 1838).
- 30 mars : Betsy Perk, écrivaine et féministe néerlandaise (° 26 mars 1833).

## Avril
- 19 avril : Pierre Curie, physicien français (° 16 mai 1859).
- 20 avril : Auguste de La Brély, peintre français (° 26 février 1838).
- 21 avril : Guillaume-Marie-Joseph Labouré, cardinal français, archevêque de Rennes (° 27 octobre 1841).
- 22 avril : Eugène Murer, peintre français (° 15 mai 1841).
- 24 avril : Sándor Károlyi, personnalité politique hongroise (° 10 novembre 1831).
- 25 avril : John Knowles Paine, compositeur américain (° 9 janvier 1839).

## Mai
- 23 mai : Henrik Ibsen, dramaturge norvégien (° 20 mars 1828).
- 30 mai : William Hurlstone, compositeur britannique (° 7 janvier 1876).

## Juin
- 2 juin : Pieter de Josselin de Jong, peintre, graveur, aquarelliste et illustrateur néerlandais (° 2 août 1861).
- 7 juin : Jules-Antoine Legrain, peintre français (° 9 janvier 1834).
- 10 juin : Richard Seddon, homme politique néo-zélandais (° 2 juin 1845).
- 18 juin : Octave Gallice, cavalier français d'attelage (° 8 octobre 1857).
- 23 juin : William Kirby, écrivain, journaliste et homme politique canadien (° 13 octobre 1817).

## Juillet
- 3 juillet : Gédéon Baril, peintre, écrivain, dessinateur et caricaturiste français (° 17 juillet 1832).
- 5 juillet : Jules Breton, peintre et poète français (° 1er mai 1827).
- 12 juillet : Pascual Veiga, compositeur espagnol (° 9 avril 1842).
- 17 juillet :
  - Carlos Pellegrini, avocat et homme politique argentin (° 11 octobre 1846).
  - Georg Wilhelm Rauchenecker, violoniste, compositeur et chef d’orchestre allemand (° 8 mars 1844).
- 22 juillet : Russell Sage, financier et homme politique américain (° 4 août 1816).
- 29 juillet : Alexandre Luigini, compositeur, violoniste et chef d'orchestre français d'origine italienne (° 9 mars 1850).
- 30 juillet : John Lawrence Toole, acteur et metteur en scène anglais (° 12 mars 1830).

## Août
- 10 août : Auguste Désiré Saint-Quentin, peintre français (° 25 août 1833).
- 11 août : Henri Laurent-Desrousseaux, peintre, céramiste et illustrateur français (° 15 juillet 1862).
- 17 août : Gustave Henry Mosler, peintre américain (° 16 juin 1875).
- 25 août : Filippo Colarossi, sculpteur et peintre italien (° 21 avril 1841).
- 29 août : Alfred Stevens, peintre belge (° 11 mai 1823).
- 30 août : Eugenio Gignous, peintre italien (° 4 août 1850).

## Septembre
- 4 septembre : Maximilian Messmacher, architecte et peintre russe d'ascendance allemande (° 21 mars 1842).
- 5 septembre : Ludwig Boltzmann, physicien autrichien (° 20 février 1844).
- 12 septembre : Gustave Ducoudray, historien et pédagogue français (° 30 octobre 1838).

## Octobre
- 1er octobre : Christian Mali, peintre allemand (° 6 octobre 1832).
- 2 octobre : Julien Déjardin, peintre paysagiste français (° 23 juillet 1857).
- 9 octobre : Joseph Glidden, fermier américain, inventeur du barbelé (° 18 janvier 1813).
- 18 octobre :
  - Léon Gastinel, violoniste et compositeur français (° 15 août 1823).
  - Adolphe Lalauze, graveur, illustrateur et peintre français (° 8 octobre 1838).
- 20 octobre : César Zama, médecin, homme politique, journaliste, historien et écrivain brésilien (° 19 novembre 1837).
- 22 octobre : Paul Cézanne, peintre français (° 19 janvier 1839).
- 23 octobre : Ferdinand Chaigneau, peintre français (° 6 mars 1830).
- 28 octobre : Jean Benner, peintre français (° 28 mars 1836).

## Novembre
- 5 novembre :
  - Choi Ik-hyun, homme politique, écrivain et philosophe néoconfucianiste coréen (° 5 décembre 1833).
  - Frits Thaulow, peintre et graveur impressionniste norvégien (° 20 octobre 1847).
- 11 novembre : Hugo d'Alesi, peintre et graphiste publicitaire français (° 10 février 1849).
- 15 novembre : Yamamoto Hōsui, peintre japonais (° 12 août 1850).
- 16 novembre : Teofilo Patini, peintre italien (° 5 mai 1840).
- 25 novembre : René de Boisdeffre, compositeur français (° 3 avril 1838).
- ? novembre : Eugène Sadoux, peintre, lithographe et aquafortiste français (° 13 mars 1841).

## Décembre
- 2 décembre : Louis Victor Alquier, vice-amiral, inspecteur général de la Marine (° 2 décembre 1831).
- 9 décembre : Ferdinand Brunetière, écrivain et critique littéraire (° 19 juillet 1849).
- 19 décembre : Frederic William Maitland, juriste et historien du droit britannique, professeur à l'Université de Cambridge (° 28 mai 1850).
- 27 décembre : Bernardo de Irigoyen, homme politique argentin (° 18 décembre 1822).
- 30 décembre : Josephine Butler, féministe abolitionniste et réformiste sociale anglaise (° 13 avril 1828).
- 31 décembre : Aleardo Villa, peintre italien (° 12 février 1865).

## Date inconnue
- - Henri Caspers, pianiste et compositeur français (° 2 octobre 1825).
  - Victor Chavet, peintre français (° 21 juillet 1822).
  - Achille Formis, peintre italien (° 1832).
  - Aléxandros Karatheodorís, homme d'État ottoman d'origine grecque (° 1838).
  - Lazare-Auguste Maquaire, organiste et compositeur français (° 1872).